# Qualificazioni al campionato mondiale di calcio 2022 - AFC - terza fase - girone B

## Classifica
| Squadra        | P.ti | G  | V | P | S | RF | RS | DR  |
| -------------- | ---- | -- | - | - | - | -- | -- | --- |
| Arabia Saudita | 23   | 10 | 7 | 2 | 1 | 12 | 6  | +6  |
| Giappone       | 22   | 10 | 7 | 1 | 2 | 12 | 4  | +8  |
| Australia      | 15   | 10 | 4 | 3 | 3 | 15 | 9  | +6  |
| Oman           | 14   | 10 | 4 | 2 | 4 | 11 | 10 | +1  |
| Cina           | 6    | 10 | 1 | 3 | 6 | 9  | 19 | -10 |
| Vietnam        | 4    | 10 | 1 | 1 | 8 | 8  | 19 | -11 |

## Risultati

### 1ª giornata
| Arbitro: | Mohammed Abdulla Hassan |

|  |           |              |
|  | Marcatori | 88’ Al Sabhi |

| Arbitro: | Ilgiz Tantashev |

|                                                            |           |                     |
| Al-Dossari 55’ (rig.) Al-Shahrani 67’ Al-Shehri 80’ (rig.) | Marcatori | 3’ Nguyễn Quang Hải |

| Arbitro: | Hyung Jin Ko |

|                              |           |  |
| Mabil 24’ Boyle 26’ Duke 70’ | Marcatori |  |

### 2ª giornata
| Arbitro: | Abdulrahman Al Jassim |

|  |           |           |
|  | Marcatori | 43’ Grant |

| Arbitro: | Nawaf Shukralla |

|  |           |           |
|  | Marcatori | 40’ Ōsako |

| Arbitro: | Hanna Hattab |

|  |           |               |
|  | Marcatori | 42’ Al-Shehri |

### 3ª giornata
| Arbitro: | Mohammed Abdulla Hassan |

|                                    |           |                                       |
| Zhang Yuning 53’ Wu Lei 75’, 90+5’ | Marcatori | 80’ Hồ Tấn Tài 90+1’ Nguyễn Tiến Linh |

| Arbitro: | Adham Makhadmeh |

|                 |           |  |
| Al-Buraikan 71’ | Marcatori |  |

| Arbitro: | Nawaf Shukralla |

|                             |           |              |
| Mabil 9’ Boyle 49’ Duke 89’ | Marcatori | 28’ Al-Alawi |

### 4ª giornata
| Arbitro: | Abdulrahman Al Jassim |

|                             |           |             |
| Tanaka 8’ Behich 86’ (aut.) | Marcatori | 69’ Hrustic |

| Arbitro: | Ilgiz Tantashev |

|                                   |           |                         |
| Al-Najei 15’, 38’ Al-Buraikan 72’ | Marcatori | 46’ Luo Guofu 87’ Wu Xi |

| Arbitro: | Adham Makhadmeh |

|                                                    |           |                      |
| Al Sabhi 45+1’ Al-Khaldi 49’ Al-Yahyaei 63’ (rig.) | Marcatori | 39’ Nguyễn Tiến Linh |

### 5ª giornata
| Sydney 11 novembre 2021, ore 20:10 UTC+11 | Australia    | 0 – 0 referto | Arabia Saudita | Western Sydney Stadium\| Arbitro: \| Ko Hyung-Jin \| |
| Arbitro:                                  | Ko Hyung-Jin |               |                |                                                      |

| Arbitro: | Mohammed Abdulla Hassan |

|  |           |         |
|  | Marcatori | 17’ Itō |

| Arbitro: | Sivakorn Pu-udom |

|            |           |               |
| Wu Lei 21’ | Marcatori | 75’ Al Harthi |

### 6ª giornata
| Arbitro: | Hanna Hattab |

|  |           |               |
|  | Marcatori | 31’ Al-Shehri |

| Arbitro: | Adham Makhadmeh |

|                   |           |          |
| Wu Lei 70’ (rig.) | Marcatori | 38’ Duke |

| Arbitro: | Ko Hyung-Jin |

|  |           |         |
|  | Marcatori | 81’ Itō |

### 7ª giornata
| Arbitro: | Ko Hyung Jin |

|                                                 |           |  |
| Maclaren 30’ Rogić 45+2’ Goodwin 72’ McGree 76’ | Marcatori |  |

| Arbitro: | Abdulrahman Al Jassim |

|                          |           |  |
| Ōsako 13’ (rig.) Itō 61’ | Marcatori |  |

| Arbitro: | Nawaf Shukralla |

|                 |           |  |
| Al-Buraikan 48’ | Marcatori |  |

### 8ª giornata
| Arbitro: | Ko Hyung-jin |

|                      |           |  |
| Minamino 32’ Ito 50’ | Marcatori |  |

| Arbitro: | Nawaf Shukralla |

|                                                     |           |              |
| Hồ Tấn Tài 9’ Nguyễn Tiến Linh 16’ Phan Văn Đức 76’ | Marcatori | 90+8’ Xu Xin |

| Arbitro: | Mohammed Abdulla Hassan |

|                       |           |                              |
| Fawaz 54’, 89’ (rig.) | Marcatori | 15’ (rig.) Maclaren 79’ Mooy |

### 9ª giornata
| Arbitro: | Nawaf Shukralla |

|  |           |                   |
|  | Marcatori | 89’, 90+4’ Mitoma |

| Arbitro: | Hanna Hattab |

|  |           |              |
|  | Marcatori | 65’ Al-Hajri |

| Arbitro: | Mohammed Abdulla Hassan |

|                    |           |                 |
| Chenjie 82’ (rig.) | Marcatori | 45+1’ Al-Shehri |

### 10ª giornata
| Arbitro: | Ilgiz Tantashev |

|             |           |               |
| Yoshida 55’ | Marcatori | 19’ Tiến Linh |

| Arbitro: | Adham Makhadmeh |

|                       |           |  |
| Al-Dossari 65’ (rig.) | Marcatori |  |

| Arbitro: | Hyung Jin Ko |

|                        |           |  |
| Al-Alawi 12’ Fawaz 74’ | Marcatori |  |

## Classifica marcatori
4 reti
- Saleh Al-Shehri (1 rig.)
- Wu Lei (1 rig.)

- Jun'ya Itō

- Nguyễn Tiến Linh

3 reti
- Firas Al-Buraikan

- Mitchell Duke

- Abdullah Fawaz (1 rig.)

2 reti
- Salem Al-Dossari (2 rig.)
- Sami Al-Najei
- Awer Mabil

- Jamie Maclaren (1 rig.)
- Martin Boyle
- Kaoru Mitoma

- Yūya Ōsako (1 rig.)
- Issam Al Sabhi
- Hồ Tấn Tài

1 rete
- Yasir Al-Shahrani
- Ajdin Hrustic
- Craig Goodwin
- Rhyan Grant
- Riley McGree
- Aaron Mooy
- Tom Rogić
- Aloísio

- Wu Xi
- Zhang Yuning
- Zhu Chenjie (1 rig.)
- Xu Xin
- Takumi Minamino
- Ao Tanaka
- Maya Yoshida
- Khalid Al-Hajri

- Arshad Al-Alawi
- Amjad Al-Harthi
- Mohsin Al-Khaldi
- Rabia Al-Alawi
- Salaah Al-Yahyaei (1 rig.)
- Nguyễn Quang Hải
- Phan Văn Đức

Autoreti
- Aziz Behich (1, pro  Giappone)